# Miguel Seabra
Jorge Miguel Seabra de Mendes Pinto com o nome artístico Miguel Seabra (Lisboa, 1965) é um actor e encenador português.
Licenciado em Teatro - Formação de Actores, pela Escola Superior de Teatro e Cinema (Lisboa).
Em 1992 funda o Teatro Meridional, Companhia onde se mantém como director e que tem marcado o seu percurso artístico como actor, encenador, desenhador de luz, formador e produtor. 
Está diretamente ligado a todas as 46 distinções recebidas pelo TM, das quais destaca o Prémio Europa de Teatro – Novas Realidades Teatrais (S.Petersburgo, 2010), atribuído ao percurso artístico da Companhia, e os 3 Prémio Nacional da Crítica (1994, 2004, 2014), da Associação Portuguesa de Críticos de Teatro.
Em 1992 foi distinguido com o Prémio Acarte / Madalena de Azeredo Perdigão, que valoriza o espírito de inovação dentro das Artes do Espectáculo, atribuído pela F.C.Gulbenkian, o Prémio de Melhor Actor no FiT Arcipestre de Hita, Guadalajara, Espanha (1995), o Prémio Melhor Interpretação do Clube Português de Artes e Ideias (1995), ambos por Ñaque ou sobre piolhos e actores, de J.Sanchis Sinisterra, e em 2004 recebeu um Globo de Ouro – SIC/Revista Caras na categoria de Melhor Actor de Teatro pela sua interpretação da personagem “Clov”, em Endgame, de Samuel Beckett, espectáculo que também recebeu o Globo de Ouro de Melhor Espectáculo de Teatro. 
Como actor participou também nas séries de televisão, Pedro e Inês (Real. João Cayate, RTP 2005), Equador (Real. André Cerqueira, TVI 2008), Sul (Real. Ivo M. Ferreira, RTP 2018) A Generala (Real. Sérgio Graciano, SIC 2020), Esperança (Real. Pedro Varela, SIC 2020) e no cinema nos filmes, Coitado do Jorge (Real. Jorge Silva Melo, 1993), Logo Existo (Real. Graça Castanheira, 2006), Singularidades de uma Rapariga Loura (Real. Manoel de Oliveira, 2009), Tejo (Real. Henrique Pina, 2011), Al Berto (Real. Vicente Alves do Ó, 2017), Parque Mayer (Real. António Pedro Vasconcelos, 2018) e Nothing Ever Happened (Real. Gonçalo Galvão Teles, 2019).
Em 2003/05 foi Professor convidado da Escola Superior de Teatro e Cinema (Amadora) onde leccionou os seminários de Interpretação (Teatro) e Dramaturgia e Representação (Cinema).
Entre 2010 e 2022 foi professor convidado da Escola Superior de Educação de Lisboa, onde leccionou a disciplina Oficina Artístico-Pedagógica, no Mestrado de Teatro na Educação, e desde 2018 lecciona na Escola Profissional de Teatro de Cascais um dos módulos da disciplina de Interpretação.

Desde o ano 2009, preside ao Conselho de Administração da Fundação Lucinda Atalaya, entidade responsável pela gestão do Jardim-Infantil Pestalozzi, escola privada de ensino pré-primário e 1º ciclo, com sede em Lisboa.